# Liste der Bodendenkmäler in Grafing bei München
Auf dieser Seite sind die Bodendenkmäler in der oberbayerischen Stadt Grafing bei München zusammengestellt. Diese Tabelle ist eine Teilliste der Liste der Bodendenkmäler in Bayern. Grundlage ist die Bayerische Denkmalliste, die auf Basis des Bayerischen Denkmalschutzgesetzes vom 1. Oktober 1973 erstmals erstellt wurde und seither durch das Bayerische Landesamt für Denkmalpflege geführt wird. Die folgenden Angaben ersetzen nicht die rechtsverbindliche Auskunft der Denkmalschutzbehörde.

## Bodendenkmäler in Grafing bei München
| Lage       | Objekt | Akten-Nr.     | Bild |
| ---------- | --- | ------------- | ---- |
| (Standort) | Höhensiedlung der frühen und mittleren Bronzezeit sowie Ringwall karolingisch-ottonischer Zeitstellung („Schlossberg“).                                                                | D-1-7937-0028 |      |
| (Standort) | Verebnete Grabhügel mit Bestattungen der späten Bronzezeit und frühen Urnenfelderzeit.                                                                                                 | D-1-7937-0029 |      |
| (Standort) | Körpergräber (Tuffplattengräber) des frühen Mittelalters. | D-1-7937-0030 |      |
| (Standort) | Wasserburgstall des späten Mittelalters und der frühen Neuzeit („Hofmarkschloss Eisendorf“).                                                                                           | D-1-7937-0031 |      |
| (Standort) | Körpergräber des frühen Mittelalters. | D-1-7937-0032 |      |
| (Standort) | Burgstall des hohen Mittelalters („Gasteig“). | D-1-7937-0035 |      |
| (Standort) | Reihengräberfeld des frühen Mittelalters. | D-1-7937-0039 |      |
| (Standort) | Körpergräber vor- und frühgeschichtlicher Zeitstellung. | D-1-7937-0062 |      |
| (Standort) | Reihengräberfeld des frühen Mittelalters. | D-1-7937-0065 |      |
| (Standort) | Körpergräber des frühen Mittelalters. | D-1-7937-0082 |      |
| (Standort) | Untertägige spätmittelalterliche und frühneuzeitliche Befunde im Bereich der Ortskapelle in Eisendorf.                                                                                 | D-1-7937-0138 |      |
| (Standort) | Untertägige frühneuzeitliche Befunde im Bereich der Kath. Marktkirche Hl. Dreifaltigkeit in Grafing.                                                                                   | D-1-7937-0139 |      |
| (Standort) | Untertägige mittelalterliche und frühneuzeitliche Befunde im Bereich der Kath. Pfarrkirche St. Ägidius in Grafing und ihrer Vorgängerbauten.                                           | D-1-7937-0140 |      |
| (Standort) | Untertägige spätmittelalterliche und frühneuzeitliche Befunde im Bereich der Kath. Filialkirche St. Leonhard in Grafing.                                                               | D-1-7937-0141 |      |
| (Standort) | Untertägige mittelalterliche und frühneuzeitliche Befunde im Bereich von Schloss Elkofen und seiner Vorgängerbauten.                                                                   | D-1-7937-0142 |      |
| (Standort) | Abgegangene Kirche des Mittelalters und der frühen Neuzeit („St. Margareth in Übling“) mit aufgelassenem Friedhof.                                                                     | D-1-7937-0143 |      |
| (Standort) | Untertägige frühneuzeitliche Befunde im Bereich der Kath. Pfarrkirche St. Johann Baptist in Straußdorf.                                                                                | D-1-7937-0144 |      |
| (Standort) | Abgegangene Kirche des Mittelalters und der frühen Neuzeit („St. Johannes d. Täufer in Straußdorf“) mit aufgelassenem Friedhof.                                                        | D-1-7937-0145 |      |
| (Standort) | Körpergräber des frühen Mittelalters. | D-1-7937-0147 |      |
| (Standort) | Untertägige mittelalterliche und frühneuzeitliche Befunde im Bereich des ehem. Hofmarksitzes von Grafing („Gefreites Haus“) und seiner Vorgängerbauten mit zugehörigem Wirtschaftshof. | D-1-7937-0158 |      |
| (Standort) | Untertägige spätmittelalterliche und frühneuzeitliche Befunde im Bereich der Kath. Filialkirche St. Martin in Oberelkofen und ihrer Vorgängerbauten.                                   | D-1-7937-0161 |      |
| (Standort) | Viereckiges Grabenwerk vor- und frühgeschichtlicher Zeitstellung. | D-1-7937-0202 |      |